# Klina (kommun)
Klina (serbiska: Opština Klina, albanska: Komuna e Klinës, serbiska: Општина Клина, Клина, Klina, albanska: Klinë) är en kommun i Kosovo. Den ligger i den västra delen av landet, 50 km väster om huvudstaden Priština.